# Lukas Görtler
Lukas Görtler (Bamberg, 1994. június 15. –) német labdarúgó, a svájci St. Gallen középpályása és csapatkapitánya.

## Pályafutása
Görtler a németországi Bamberg városában született. Az ifjúsági pályafutását az SC Kemmern, a Greuther Fürth és az Eintracht Bamberg csapatában kezdte, majd 2010-ben a Nürnberg akadémiájánál folytatta.
2012-ben mutatkozott be az Eintracht Bamberg felnőtt csapatában. 2015-ben a Bayern München, majd a másodosztályú Kaiserslautern szerződtette. Először a 2015. július 31-ei, Eintracht Braunschweig ellen 0–0-ás döntetlennel zárult mérkőzés félidejében, Mateusz Klich cseréjeként lépett pályára. Első gólját 2016. május 8-án, a Greuther Fürth ellen 3–1-re megnyert találkozón szerezte meg. 2017-ben a holland Utrecht csapatához igazolt. 2017. augusztus 20-án, a Willem II ellen 2–0-ás győzelemmel zárult bajnokin debütált.
2019. július 8-án szerződést kötött a svájci első osztályban érdekelt St. Gallen együttesével. Először a 2019. július 20-ai, Luzern ellen 2–0-ra elvesztett mérkőzésen lépett pályára. Első gólját 2019. szeptember 21-én, a Servette ellen 3–1-re megnyert találkozón szerezte meg.

## Statisztikák
2024. szeptember 1. szerint
| Klub           | Szezon   | Osztály            | Bajnokság | Bajnokság | Kupa és Ligakupa | Kupa és Ligakupa | Nemzetközi | Nemzetközi | Összesen | Összesen |
| Klub           | Szezon   | Osztály            | Meccs     | Gól       | Meccs            | Gól              | Meccs      | Gól        | Meccs    | Gól      |
| -------------- | -------- | ------------------ | --------- | --------- | ---------------- | ---------------- | ---------- | ---------- | -------- | -------- |
| Bayern München | 2014–15  | Bundesliga         | 1         | 0         | 0                | 0                | —          | —          | 1        | 0        |
| Kaiserslautern | 2015–16  | 2. Bundesliga      | 18        | 2         | 1                | 0                | —          | —          | 19       | 2        |
| Kaiserslautern | 2016–17  | 2. Bundesliga      | 23        | 0         | 1                | 0                | —          | —          | 24       | 0        |
| Utrecht        | 2017–18  | Eredivisie         | 27        | 1         | 2                | 1                | 2          | 0          | 31       | 2        |
| Utrecht        | 2018–19  | Eredivisie         | 18        | 0         | 3                | 0                | —          | —          | 21       | 0        |
| St. Gallen     | 2019–20  | Swiss Super League | 34        | 3         | 1                | 0                | —          | —          | 35       | 3        |
| St. Gallen     | 2020–21  | Swiss Super League | 32        | 2         | 4                | 1                | 1          | 0          | 37       | 3        |
| St. Gallen     | 2021–22  | Swiss Super League | 30        | 5         | 6                | 2                | —          | —          | 36       | 7        |
| St. Gallen     | 2022–23  | Swiss Super League | 30        | 9         | 2                | 4                | —          | —          | 32       | 13       |
| St. Gallen     | 2023–24  | Swiss Super League | 23        | 2         | 0                | 0                | —          | —          | 23       | 2        |
| St. Gallen     | 2024–25  | Swiss Super League | 5         | 1         | 1                | 1                | 6          | 0          | 12       | 2        |
| Összesen       | Összesen | Összesen           | 241       | 25        | 21               | 9                | 9          | 0          | 271      | 34       |

## Sikerei, díjai
Bayern München
- Bundesliga
  - Bajnok (1): 2014–15

 St. Gallen
- Swiss Super League
  - Ezüstérmes (1): 2019–20

- Svájci Kupa
  - Döntős (2): 2020–21, 2021–22